# Daniel Herrera
Pour les articles homonymes, voir Herrera.
Daniel Ray Herrera (né le 21 octobre 1984 à Odessa, Texas, États-Unis) est un lanceur de relève gaucher au baseball. Il évolue dans les Ligues majeures de baseball de 2008 à 2011.
Avec une taille de seulement 1,70 m (5 pieds 6 pouces), Herrera était l'un des plus petits joueurs de la ligue durant ses années en activité, et un des rares lanceurs à maitriser la balle tire-bouchon.

## Biographie
Après des études secondaires à la Permian High School d'Odessa (Texas), Daniel Ray Herrera suit des études supérieures à l'université du Nouveau-Mexique où il porte les couleurs des Lobos du Nouveau-Mexique de 2004 à 2006.  
Il est repêché le 6 juin 2006 par les Rangers du Texas au 45e tour de sélection et signe son premier contrat professionnel le 22 juin 2006. 

### Reds de Cincinnati
Encore joueur de Ligues mineures, Herrera est échangé aux Reds de Cincinnati le 21 décembre 2007. Les Rangers cèdent Herrera et le lanceur Edinson Volquez aux Reds en retour du futur voltigeur étoile Josh Hamilton.
Herrera débute en Ligue majeure le 3 juin 2008.

### Brewers de Milwaukee
Le 24 mai 2011, il est obtenu par les Brewers de Milwaukee via le ballottage.
Il ne joue que deux matchs avec les Brewers avant de passer aux Mets de New York dans l'échange impliquant le releveur étoile Francisco Rodriguez. Il passe aux Mets le 1er septembre 2011 pour compléter la transaction effectuée au mois de juillet précédent.

### Mets de New York
Malgré une défaite portée à sa fiche, Herrera maintient une moyenne de points mérités de 1,13 en 16 matchs pour les Mets en septembre 2011. 

## Statistiques
| Saison | Équipe     | G   | GS | CG | SHO | V | D | SV | IP   | SO | ERA  |
| ------ | ---------- | --- | -- | -- | --- | - | - | -- | ---- | -- | ---- |
| 2008   | Cincinnati | 7   | 0  | 0  | 0   | 0 | 0 | 0  | 7.1  | 8  | 7,36 |
| 2009   | Cincinnati | 70  | 0  | 0  | 0   | 4 | 4 | 0  | 61.2 | 44 | 3,06 |
| 2010   | Cincinnati | 36  | 0  | 0  | 0   | 1 | 3 | 0  | 23.0 | 14 | 3,91 |
| Totaux | Totaux     | 113 | 0  | 0  | 0   | 5 | 7 | 0  | 92.0 | 66 | 3,62 |

Note: G = Matches joués ; GS = Matches comme lanceur partant ; CG = Matches complets ; SHO = Blanchissages ; 
V = Victoires ; D = Défaites ; SV = Sauvetages ; IP = Manches lancées ; SO = retraits sur des prises ; ERA = Moyenne de points mérités.